# Сири, Джузеппе
Джузе́ппе Си́ри (итал. Giuseppe Siri; 20 мая 1906, Генуя, королевство Италия — 2 мая 1989, Вилла Кампостано, Альбаро, Генуя, Италия) — один из влиятельнейших кардиналов Римско-католической церкви XX века. Титулярный епископ Ливьяде и вспомогательный епископ Генуи с 14 марта 1944 по 14 мая 1946. Архиепископ Генуи с 14 мая 1946 по 6 июля 1987. Кардинал-священник с 12 января 1953, с титулом церкви Санта-Мария-делла-Виттория с 15 января 1953. Кардинал-протопресвитер с 18 сентября 1982 по 2 мая 1989.

## Начало пути
Родился Сири в приходе Святой Девы Марии Пренепорочной в Генуе, Италия, его родителями были Николо и Джулия (в девичество Беллависта) Сири. Поступил в Младшую семинарию Генуи 16 октября 1916 года, Главную семинарию Генуи в 1917 году, Папский Григорианский университет (Рим) в 1926 году, где получил степень доктора богословия. Был посвящён в священника 22 сентября 1928 года в кафедральном соборе Генуи кардиналом Карло Миноретти, архиепископом Генуи. Сири продолжил своё обучение и пастырскую работу в Риме с 1928 года по осень 1929 года. С 1930 года по 1946 год — профессор догматического богословия в Архиепископской семинарии Генуи. Одновременно с 1930 года по 1944 год — на пастырской работе в генуэзской митрополии. С 1937 года занимал пост ректора Богословского колледжа св. Фомы Аквинского.

## Архиепископ Генуиикардинал
Избран титулярным епископом Ливьяде и назначен вспомогательным епископом Генуи 14 марта 1944 года. 7 мая того же года он был рукоположён в сан кардиналом Пьетро Боэтто, S.J., в кафедральном соборе Святого Лоренцо. 14 мая 1946 года, вскоре после смерти кардинала Боэтто, он был назначен архиепископом Генуи. 12 января 1953 года папой Пием XII возведён в кардиналы. Был одним из самых молодых кардиналов на этой консистории. Был близок к Пию XII.
В 1959—1964 годах занимал пост председателя Итальянской епископской конференции.

## Сири иII Ватиканский собор
Архиепископ Генуи был одним из членов большой группы консервативных прелатов на Втором Ватиканском соборе, наряду с кардиналом Оттавиани возглавляя на нём интегристов.
Ходили слухи, что Сири получил большинство голосов на Папских Конклавах дважды: в 1958 году и 1963 году (и по некоторым сведениям он даже заявлял, что после избрания папой римским желал бы принять имя Григорий XVII). Однако в обоих случаях кардинал Сири отклонял папскую тиару, столкнувшись с угрозами, что католики в Восточной Европе в случае его возведения на папский престол станут жертвами преследований со стороны коммунистических властей из-за его ярых антисоветских высказываний.
Учитывая, что проведение папских конклавов строго конфиденциально и что любой кардинал, раскрывающий детали этих мероприятий, столкнулся бы со мгновенным отлучением от Церкви, никаких документальных свидетельств такого поведения Сири не было. Сам же он неоднократно опровергал эти слухи.

## Папабиль

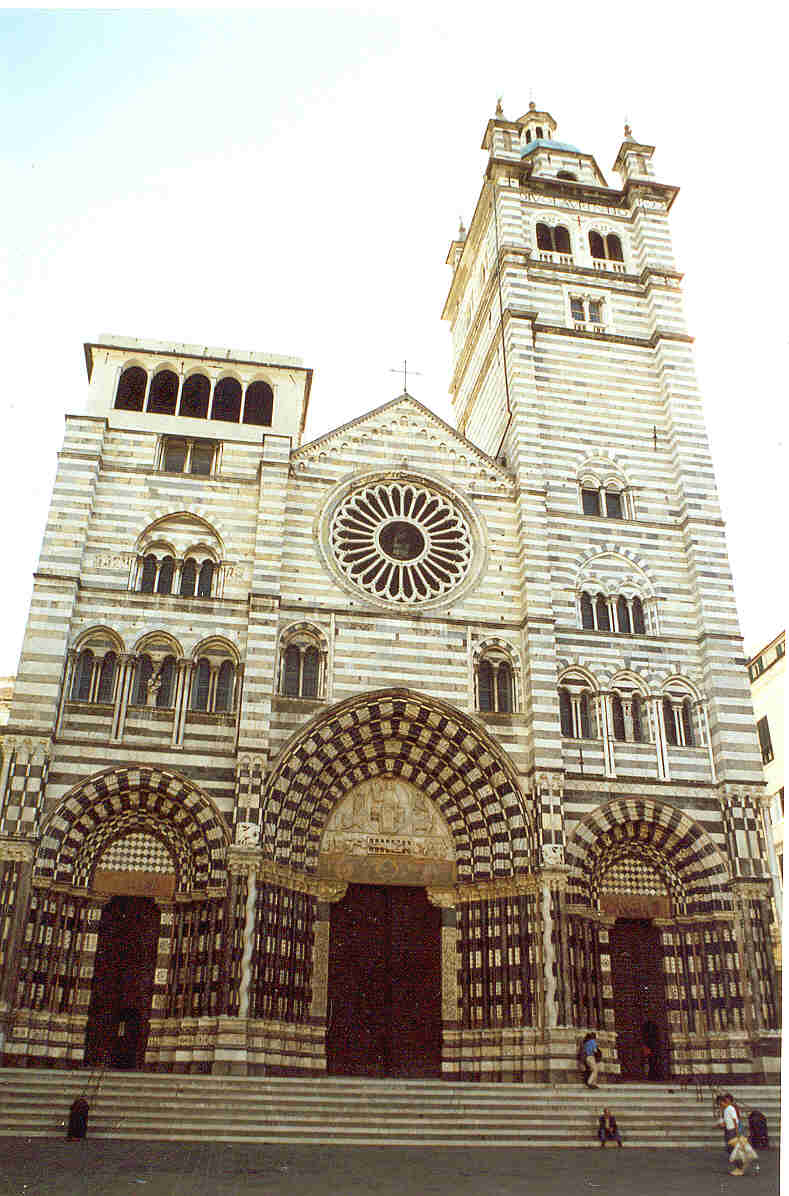
Собор Святого Лоренцо в Генуе, кафедральная церковь кардинала Сири на протяжении 41 года

Кардинал Сири был ведущим кандидатом на папство (папабилем) и на августовском, и на октябрьском Конклавах 1978 года, которые последовали за смертями римских пап Павла VI и Иоанна Павла I соответственно. Судя по сообщениям средств массовой информации Сири был лидером и после первого подсчёта голосов на Конклаве августа 1978, но в конечном счёте победу одержал кардинал Альбино Лучани, который стал папой римским Иоанном Павлом I.
Последовавшая через 33 дня смерть Иоанна Павла I вернула кардиналов на Конклав. Сири был главным кандидатом консерваторов в противовес кардиналу Джованни Бенелли, главному кандидату либералов. Ватиканологи предполагают, что победитель, краковский архиепископ кардинал Кароль Войтыла, ставший папой римским Иоанном Павлом II, был выбран именно как компромиссный вариант между кандидатурами правых и либералов.
Среди седевакантистов ходит много слухов о том, что Сири был всё-таки избран папой на Конклавах 1958 года и 1963 года. Но, несмотря на свой консерватизм, верность Тридентской мессе и многим другим постулатам традиционного католицизма, Сири был в полном общении с Католической церковью и отказывался поддерживать любую седевакантистскую католическую организацию. Кардинал Сири признал Иоанна XXIII, Павла VI, Иоанна Павла I и Иоанна Павла II законными папами римскими, он служил мессу по новому обряду, введённому в 1970 году, подписал все документы Второго Ватиканского собора, защищал его и занимал высокие посты в Церкви.
Кардинал-протопресвитер с 18 сентября 1982 года и до своей смерти. Покинул кардинал Сири архиепископскую кафедру Генуи 6 июля 1987 года.
Кавалер высших государственных наград Мальтийского ордена, Бельгии и Италии.
Джузеппе Сири умер 2 мая 1989 года в возрасте 82 лет на Вилле Кампостано, в Альбаро и похоронен в кафедральном соборе Святого Лоренцо в Генуе.

## Награды
- Кавалер Большого креста ордена «За заслуги перед Итальянской Республикой» (1963) [3]